# Морохов, Игорь Дмитриевич
Игорь Дмитриевич Морохов (19.08.1919, Иваново — 2001) — физик-атомщик, организатор производства, лауреат Сталинской (1951) и Ленинской (1958) премий.

## Биография
После окончания МАИ (1942) работал в Москве на авиационном заводе № 41 мастером и начальником цеха.
В 1948 году переведён на завод № 813: дежурный, главный диспетчер цеха № 21. В 1951—1955 начальник разделительного производства, главный инженер Ангарского электролизного химического комбината.
В 1955—1957 главный инженер, в 1957—1961 директор УЭХК.
В 1961—1971 заместитель председателя Государственного комитета по использованию атомной энергии. В 1971—1980 заместитель министра среднего машиностроения СССР по науке.
С 1980 г. старший научный сотрудник Института металлургии им. А. А. Байкова АН СССР.
Доктор технических наук (1956).

## Основные публикации
- Иойрыш А. И., Морохов И. Д., Иванов С. К. А-бомба / Предисл. Е. П. Велихова; АН СССР, Ин-т государства и права. — М.: Наука, 1980. — 424 с. — 20 000 экз.
- Иойрыш А. И., Морохов И. Д. Хиросима / Предисл. акад. А. П. Александрова. — Ереван: Айастан, 1982. — 368 с.